# Sonambulismo tecnológico
El sonambulismo tecnológico consiste en la ignorancia que posee la sociedad con respecto al proceso de cambio que está sufriendo la humanidad debido a la tecnología. Fue creado por Langdon Winner y es utilizado comúnmente en la filosofía de la tecnología.
Dicha ignorancia con respecto al proceso de cambio y de desarrollo tecnológico de la sociedad actual, se debe en parte a la naturalización y automatización del uso de la tecnología en la vida diaria, tanto en los aparatos de uso cotidiano como en la actividad social de diferentes ámbitos del sistema político, cultural o económico. En la cotidianidad, la incorporación de tecnologías avanzadas se hace imprescindible, incuestionable e inconsciente. La tecnología se convierte igual que la naturaleza en un ámbito al que el hombre debe adaptarse. Únicamente cuando ésta falla uno es consciente de sus implicaciones.[1]
[1] Eduard Aibar (2001) Fatalismo y tecnología: ¿es autónomo el desarrollo tecnológico?

## Origen
Este término fue utilizado por primera vez en 1977 en el libro de Winner, Langdon (1977). Autonomous Technology: Technics-out-of-control as a Theme in Political Thought (en inglés). Cambridge, Massachusetts (Estados Unidos): MIT Press. p. 324. (requiere registro). y luego más tarde en su también libro La ballena y el reactor: Una búsqueda de los límites en la era de la alta tecnología., escrito por este autor en 1986, donde se cuestiona el por qué de la inexistencia de un análisis crítico sobre la tecnología y sus efectos sobre la sociedad.
Winner relaciona esta falta de interés con la cultura tecnológica que posee el hombre puesto que es común el no sopesar las consecuencias que traen los cambios que se van efectuando en el entorno. Además de que, en la mayoría de los casos, la tecnología es considerada como algo que se encuentra presente en la vida diaria al igual que cualquier elemento de la naturaleza.
«Una noción reveladora es la de sonambulismo tecnológico [...] Caminamos dormidos voluntariamente a través del proceso de reconstrucción de las condiciones de la existencia humana (por la tecnología)».Winner, Langdon (2009). La ballena y el reactor: Una búsqueda de los límites en la era de la alta tecnología. Gedisa.

### Determinismo tecnológico
Al hablar de sonambulismo tecnológico se puede relacionar en gran medida con el determinismo tecnológico, donde este último consiste en considerar a la tecnología como un elemento capaz de afectar positivamente al desarrollo socioeconómico de algún grupo o, en otras palabras, aceptar los progresos que esta va realizando como inevitables.
El determinismo tecnológico se podría considerar la etapa final del sonambulismo tecnológico, donde la persona ya no simplemente estaría durmiendo frente al cambio, ignorándolo voluntariamente, en este caso estaría totalmente convencida de la naturalidad de los sucesos que ocurren debido a ella considerándola no como un elemento creado y controlado por el hombre sino que, por el contrario, la tecnología nos controla y cambia a nosotros como sociedad de forma incontrolable.
El sonambulismo tecnológico se puede relacionar de esta manera con una concepción fatalista de la filosofía tecnológica derivada de la concepción determinista, en la que la autonomía de la tecnología conlleva a una noción de inevitabilidad al margen de cualquier voluntad posible. Desde sus inicios, en plena Revolución Industrial del siglo XIX y con el materialismo sociológico de Karl Marx, (1818-1883), en el que la tecnología —y sus relaciones de producción— es planteada por primera vez como un factor determinante en la construcción del sistema social, la concepción de la tecnología en relación con la cultura y la sociedad se ha ido reconstruyendo siguiendo diferentes líneas de pensamiento; la Escuela de Frankfurt (Dialéctica de la ilustración) Martin Heidegger, Lewis Mumford, Jacques Ellul, Herbert Marcuse… Hasta llegar a conclusiones determinantes como que la tecnología condiciona, sin ser los individuos conscientes de ello, el tiempo vivido o las tendencias escogidas; «La vida pasa a tener menos tiempo y la tecnología substituye la reflexión por el reflejo». [1]
Otra posible etapa final del sonambulismo tecnológico de Langdom Winner es la teoría del Sistema Tecnológico que presenta Bruno Latour (1947), en la que la tecnología es concebida ya como una manera heterogénea y diversificada de relaciones (ANT, Teoría del Actor-Red) pero cuyos elementos articulares (actantes) van desapareciendo del conocimiento del individuo hasta convertirse en la caja negra científica de la tecnología.
La inconsciencia preeminente en relación con el uso y a la dependencia de la sociedad a la tecnología, es decir, el sonambulismo tecnológico, conlleva a cuestionar elementos básicos de la propia identidad del ser humano y a replantear los límites de la libertad. Michel Foucault hace hincapié sobre esta cuestión en su libro Vigilar y Castigar (1975) haciendo especial referencia a la construcción del Panóptico de Bentham interpretado como un dispositivo de «encarcelamiento» social en el que todos estamos vigilados, siendo conscientes de ello pero manteniendo la posibilidad como una probabilidad remota que no debe afectar la cotidianidad. El sonambulismo tecnológico puede ir de la mano de esta teoría, siendo la tecnología el método de vigilancia más eficiente del mundo.
La relación del sonambulismo tecnológico con este tipo de teorías de vigilancia y control de la sociedad lleva a otros debates de actualidad como el controvertido debate sobre el Big Data, la viabilidad de las Smart Cities, la Educación en las TIC, la determinación de nuevas leyes de protección de la propiedad intelectual, o la aceleración de brecha social que provoca la supremacía de la tecnología en la era de la globalización.
[1] Jacques Ellul. Le Système Technicien.

## Interpretaciones
Dentro de la filosofía de la tecnología este término es ampliamente aceptado y es común que se le relaciones con otras áreas de estudio además de 
la tecnológica.

### Tecnología
Es la interpretación que le da originalmente Langdon Winner, sobre cómo el ser humano no se percata de las transformaciones de su entorno que son producidas por los avances tecnológicos, aceptando los cambios como naturales.

### Socioeconomía
En el libro Perdurar en un planeta habitable: ciencia, tecnología y sostenibilidad de Jorge Riechmann se utiliza el término de sonambulismo tecnológico, ampliando su alcance hasta la socioeconomía. Donde se hace referencia a que la sociedad en la actualidad no se percata ni enfrenta a los problemas existentes y camina dormida hacia un futuro desconocido.

### Política
Existen algunos autores que utilizan esta terminología para hacer referencia a política tecnológica, donde las autoridades pueden caer en el sonambulismo tecnológico afectando así al resto de la sociedad, si bien esta interpretación se vuelve más particular ya que está dirigida a un grupo de individuos más que la generalización que daba Langdon Winner al hablar de humanidad.

## Ejemplo de sonambulismo tecnológico

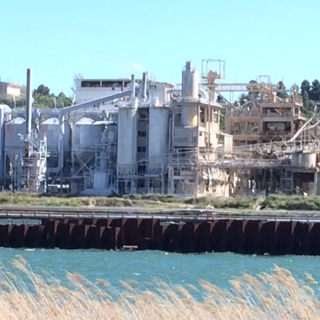
Fábrica ERCROS.

«Parece que es característico de la relación de nuestra cultura con la tecnología el hecho que rara vez estamos inclinados a examinar, discutir o juzgar inminentes cambios con amplia y plena conciencia de lo que estos implican». El caso del pantano de Flix es un claro ejemplo de estas palabras de Langdon Winner las cuales dieron pie al concepto de sonambulismo tecnológico creado por el mismo Winner.
Flix es un municipio situado en un meandro a orillas del río Ebro que, a finales del siglo XIX, fue escogido por la empresa alemana ERCROS como el lugar ideal para construir su fábrica de productos químicos. El motivo de esta elección fue que el emplazamiento tenía las condiciones ideales para una industria de este tipo: estar cerca tanto de las minas de sal–necesaria para la producción de cloro- del delta como del carbón de Mequinenza con línea de tren incluida. También disponía de una pequeña presa para generar energía eléctrica y lo más importante, el río para poder tirar los residuos generados.

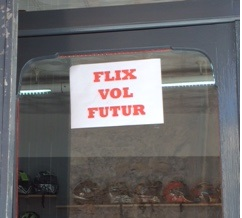
Un municipio en lucha.

Durante los primeros años de funcionamiento de la fábrica el impacto de los vertidos quedaba disimulado ya que los residuos se iban río abajo hacia el delta pero todo cambia cuando en 1949 se construye una presa a pocos metros de la fábrica y los residuos empiezan a quedar inmovilizados alrededor de la misma. La construcción de dos presas más durante los años sesenta hará que las aguas circulen aún más lentamente y por lo tanto, los residuos, con un alto contenido de mercurio, sedimenten más rápidamente en las aguas de los alrededores de la industria química.
La comarca en general llevaba muchos años denunciando la situación en la que se encontraba el pantano la cual impedía la difusión y desarrollo de la Reserva Natural de Sebes así como el aprovechamiento del pantano para actividades acuáticas. No es hasta el 2001 que, ante una elevada mortalidad de los peces del río en los alrededores de Ascó, la alarma social obliga a actuar a las administraciones públicas. Los análisis demuestran que el río está contaminado con una elevada proporción de mercurio.

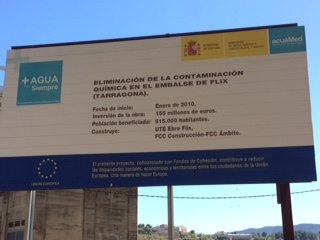
El proyecto de descontaminación empieza.

En el año 2004 el CSIC y la Universidad de Barcelona, después de realizar sondeos y desarrollar la cartografía de la zona, empiezan a redactar un proyecto en el que se barajan diferentes alternativas para descontaminar el pantano. La solución escogida contemplaba realizar una zona amurallada alrededor de la zona contaminada y mediante una embarcación tipo «cuchara» extraer una media de 2 o 3 lotes de 500 kg. diarios de lodos contaminados. Después son tratados y parte son devueltos al río y los más peligrosos son trasladados a vertederos autorizados.
A finales del 2015 se da por terminado el proyecto de descontaminación. El siguiente paso lógico sería desmontar la fábrica, limpiar el terreno que ocupa actualmente, sellar los vertederos donde se han llevado los residuos y restaurar las terrazas para ceder el espacio a las aves, peces y fauna salvaje lo que permitiría potenciar los espacios naturales de la zona. Pero el coste de estas operaciones es muy elevado y parece ser que no hay demasiado interés en acabar el trabajo empezado en el 2004 para el que ha sido necesaria una gran inversión a la que ha contribuido la CEE. De seguir así seguro será cuestión de tiempo que vuelvan los problemas de mortalidad de los peces del río.